# 忍者部隊月光
『忍者部隊月光』（にんじゃぶたい げっこう）は、1964年1月3日から1966年10月2日までフジテレビ系で全130話が放送された、国際放映製作の特撮番組。モノクロ作品。吉田竜夫の漫画『少年忍者部隊月光』を原作として、時代を第二次世界大戦中から現代に、主人公たちの年齢を少年から青年に置きかえている。第118話からは『新忍者部隊月光』（しんにんじゃぶたいげっこう）と題して放送されていた。
放送時間は、第104話までは金曜 19:00 - 19:30、第105話から第117話までは木曜 19:00 - 19:30、第118話以降は日曜 18:00 - 18:30（日本標準時）。

## 内容
正義と世界平和を守ることを目的とする「あけぼの機関」に所属する、伊賀流・甲賀流の忍者の末裔で編成される「忍者部隊」が忍術などの能力を駆使して悪事と戦う物語。「月光」は部隊長のコードネーム。
企画当初は原作同様に時代設定は戦時中で、忍者部隊は陸軍参謀本部直属の秘密潜入部隊とされていたが、シリーズ構成上の問題から現代に修正された。
忍者部隊は、ネットを掛けた戦闘用ヘルメットと革ジャンパーを着用、背中に日本刀を背負った独特のコスチュームで任務を遂行する。初期は迷彩色のコスチュームが中心で、緑色のジャンパーをその上に羽織っていたこともあった。季節や任務によってコスチュームを変更するのは他の作品にはない特徴となっている。拳銃も装備として持ってはいるが、使わずに忍術のみで戦うのが基本。
主な敵対組織は、忍者部隊と同様に忍術を駆使する「ブラック団」、科学技術を悪用する秘密結社「マキューラ」、妖術を操る「まぼろし同盟」。
企画変更がかなり遅かったため、放映開始当初は敵役のブラック団の設定が固まっていなかった。そのため、初期には架空の国へ派遣されて忍者部隊が活躍するストーリーが多い。初期の数話は、当初の企画時に書かれた脚本の設定のみ修正したものを使用している。
「あけぼの機関」は忍者部隊の上部機関として描かれ、隊員養成も機関が行っている。第1話をはじめ、訓練所の風景が数回描かれている。
ブラック団篇で現実の「国際連合」に相当する「世界連合」と呼ばれる国際機関が登場するが、シリーズ途中から忍者部隊への指揮権が「あけぼの機関」から「世界連合」へ移ったように描写されている。
基本的には子供向けの痛快活劇として作られており、手裏剣投げのポーズが当時大流行した。当初は、要人を誘拐するなどのハードなエピソードや忍者部隊の中に志半ばで戦死してしまう者が出るなど忍者部隊の任務の過酷さも強調され、シリアスな作風だったがシリーズが進むにつれてその傾向は薄れていった。メイン監督の土屋啓之助は、海外ドラマ『コンバット!』の日本版を目指していたという。

## スタッフ
- 原作：吉田竜夫（週刊少年キング連載）
- プロデューサー：梅村幹比古、佐川滉、田村稔（国際放映）、新藤善之（フジテレビ）
- プロデューサー補：守田淳
- 脚本：西田一夫、田村多津夫、高久進、佐々木亮、織田清司、山田健、巻本公三、吉田喜昭、水木襄、山浦弘靖、藤川桂介
- 監督：土屋啓之助、吉野安雄、仲木睦、福原博、高橋繁男、山田健、石川義寛
- 音楽：渡辺宙明
- 撮影：山中晋、森田守、佐々木祐二、平野好美、小林茂、大森二郎
- 照明：綱島俊男、関川次郎、富樫広哉、中村俊夫
- 録音：成田茂、豊田博、山王スタジオ
- 美術：大橋豊一、筒井増男
- 編集：平木康雄、神谷信武
- 現像：東洋現像所
- 助監督：福原博、五十嵐貞昭、野崎貞夫、榎本富士夫、中野恵之、香月敏郎
- 舞台装置：美建興業株式会社
- 制作担当：平木稔、守田淳、岡部英二、宗像千賀比古、中嶋健二、関口直久、奥原徳太郎、篠原通男
- 制作主任：岡部英二
- 協力：日本MGC協会、豊和工業株式会社、トヨタ自動車、東京トヨペット株式会社、鈴木自動車 ほか
- 殺陣：中村幹次郎（中村剣友会）、湯浅謙太郎（湯浅剣睦会）、渡辺高光 (J・F・A)、NAC技斗会
- 制作：NAC → 国際放映、フジテレビ

## 主題歌
オープニングテーマ「忍者部隊月光」
作詞 - 山上路夫 / 作曲・編曲 - 渡辺宙明 / 歌 - デューク・エイセス（ - 第55話）、ヴォーカル・ショップ（第56話 - ）
ヴォーカル・ショップ版はデューク・エイセス版よりテンポが速く、アレンジも変えられている。
第51話まではエンディングにも使われた。
エンディングテーマ「忍者部隊のマーチ」
作詞 - 滝田順 / 作曲・編曲 - 渡辺宙明 / 歌 - ヴォーカル・ショップ
第20話から挿入歌として使われ、第52話からエンディングに使われた。

## キャスト
- 月光（月田光一）：水木襄
- 月輪（月岡輪次）：石川竜二
- 名月（山名月之助）：山口暁
- 月影（月野影也）：渚健二（第1 - 18話）
- 三日月（月上三日子）：森槙子（第1 - 33話）
- 新月：浅沼創一（第19 - 51話）
- 半月：小島康則（第23 - 104話）
- 半月の声：朝井ゆかり[注 7]（第23 - 101話）
- 銀月：加川淳子（第33 - 104、118、126 - 130話）
- 満月：山本磯六（第111 - 130話）
- 流月：手塚しげお（第109、110、114 - 117、119 - 122話）
- 夕月：吉田亜矢（第119 - 124話）
- 月明：広川太一郎（第1、2話）
- 初代夕月：園浦ナミ（第3、4話）
- 望月（マキューラのスパイ）：広川太一郎（第80、81話）
- あけぼの機関長：中山昭二（第1話）
- あけぼの機関員・長尾：金沢重勝（第1話ほか）
- あけぼの機関員・矢野：国方伝（第1話ほか）
- ブラック団総統：A・ヤクベンコ（第33話）、エド・キーン（第35、36話）、ピーター・ウィリアムス（第48、51話）
- ブラック団総統の声：若山弦蔵（第25、26話）、今西正男（第33、35、36話）
- マキューラ首領・M〇号：友田輝（第98 - 104話）
- マキューラ幹部・M一号：仙波一之（第52 - 55話）
- マキューラ幹部・M二号：三鬼濁（第56 - 104話）
- マキューラ幹部・M三号：浜村美智子（第56 - 104話）
- マキューラ工作員・十八号：大塚孝（第68 - 104話）
- まぼろし同盟初代首領・幻仮面：松原光二（第106 - 117話）
- まぼろし同盟二代目首領・幻影仮面：友田輝（第118 - 130話）
- まぼろし同盟幹部・幻1号：大塚孝（第118 - 130話）
- まぼろし同盟幹部・幻2号：樋口功（第118 - 130話）
- まぼろし同盟員・幻22号（幻仮面の妹）：菊容子（第125、126話）
- ナレーター：大平透、緑川稔（第5 - 8話）

## 放送日程

### 忍者部隊月光
| 話数 | 放送日        | サブタイトル                       | 脚本              | 監督       |
| ---- | ------------- | ---------------------------------- | ----------------- | ---------- |
| 1    | 1964年 1月3日 | 潜行救出作戦（前）                 | 西田一夫          | 土屋啓之助 |
| 2    | 1月10日       | 潜行救出作戦（後）                 | 西田一夫          | 土屋啓之助 |
| 3    | 1月17日       | 疾風山岳作戦（前）                 | 田村多津夫        | 吉野安雄   |
| 4    | 1月24日       | 疾風山岳作戦（後）                 | 田村多津夫        | 吉野安雄   |
| 5    | 1月31日       | 隠密誘拐作戦（前）                 | 高久進            | 土屋啓之助 |
| 6    | 2月7日        | 隠密誘拐作戦（後）                 | 高久進            | 土屋啓之助 |
| 7    | 2月14日       | 三日月作戦（前）                   | 佐々木亮          | 吉野安雄   |
| 8    | 2月21日       | 三日月作戦（後）                   | 佐々木亮          | 吉野安雄   |
| 9    | 2月28日       | 海ねこ作戦（前）                   | 西田一夫          | 土屋啓之助 |
| 10   | 3月6日        | 海ねこ作戦（後）                   | 西田一夫          | 土屋啓之助 |
| 11   | 3月13日       | まぼろし作戦（前）                 | 西田一夫          | 吉野安雄   |
| 12   | 3月20日       | まぼろし作戦（後）                 | 西田一夫          | 吉野安雄   |
| 13   | 3月27日       | 電撃はやぶさ作戦（前）             | 織田清司          | 土屋啓之助 |
| 14   | 4月3日        | 電撃はやぶさ作戦（後）             | 織田清司          | 土屋啓之助 |
| 15   | 4月10日       | かげろう作戦（前）                 | 西田一夫          | 仲木睦     |
| 16   | 4月17日       | かげろう作戦（後）                 | 西田一夫          | 仲木睦     |
| 17   | 4月24日       | こうもり作戦（前）                 | 西田一夫          | 土屋啓之助 |
| 18   | 5月1日        | こうもり作戦（後）                 | 西田一夫          | 土屋啓之助 |
| 19   | 5月8日        | はげたかイ号作戦（前）             | 織田清司          | 土屋啓之助 |
| 20   | 5月15日       | はげたかイ号作戦（後）             | 織田清司          | 土屋啓之助 |
| 21   | 5月22日       | 諜報尾行作戦（前）                 | 織田清司          | 土屋啓之助 |
| 22   | 5月29日       | 諜報尾行作戦（後）                 | 織田清司          | 土屋啓之助 |
| 23   | 6月5日        | かぶと虫作戦（前）                 | 西田一夫          | 土屋啓之助 |
| 24   | 6月12日       | かぶと虫作戦（後）                 | 西田一夫          | 土屋啓之助 |
| 25   | 6月19日       | 黒豹作戦（前）                     | 田村多津夫        | 土屋啓之助 |
| 26   | 6月26日       | 黒豹作戦（後）                     | 田村多津夫        | 土屋啓之助 |
| 27   | 7月3日        | 鉄血まだら作戦（前）               | 西田一夫          | 福原博     |
| 28   | 7月10日       | 鉄血まだら作戦（後）               | 西田一夫          | 福原博     |
| 29   | 7月17日       | 変幻水月作戦（前）                 | 西田一夫          | 福原博     |
| 30   | 7月24日       | 変幻水月作戦（後）                 | 西田一夫          | 福原博     |
| 31   | 7月31日       | どんぐり作戦（前）                 | 織田清司          | 福原博     |
| 32   | 8月7日        | どんぐり作戦（後）                 | 織田清司          | 福原博     |
| 33   | 8月14日       | 入道雲作戦（前）                   | 西田一夫          | 福原博     |
| 34   | 8月21日       | 入道雲作戦（後）                   | 西田一夫          | 福原博     |
| 35   | 8月28日       | 黒とかげ作戦（前）                 | 西田一夫          | 高橋繁男   |
| 36   | 9月4日        | 黒とかげ作戦（後）                 | 西田一夫          | 高橋繁男   |
| 37   | 9月11日       | 香港一号作戦（前）                 | 西田一夫          | 土屋啓之助 |
| 38   | 9月18日       | 香港一号作戦（後）                 | 西田一夫          | 土屋啓之助 |
| 39   | 9月25日       | 香港二号作戦（前）                 | 西田一夫          | 土屋啓之助 |
| 40   | 10月2日       | 香港二号作戦（後）                 | 西田一夫          | 土屋啓之助 |
| 41   | 10月9日       | 海底作戦（前）                     | 織田清司          | 福原博     |
| 42   | 10月16日      | 海底作戦（後）                     | 織田清司          | 福原博     |
| 43   | 10月30日      | 地獄鍋作戦（前）                   | 西田一夫          | 土屋啓之助 |
| 44   | 11月6日       | 地獄鍋作戦（後）                   | 西田一夫          | 土屋啓之助 |
| 45   | 11月13日      | 黒獅子作戦（前）                   | 西田一夫          | 福原博     |
| 46   | 11月20日      | 黒獅子作戦（後）                   | 西田一夫          | 福原博     |
| 47   | 11月27日      | 恐怖兵器作戦（前）                 | 高久進            | 山田健     |
| 48   | 12月4日       | 恐怖兵器作戦（後）                 | 高久進            | 山田健     |
| 49   | 12月11日      | 不知火（しらぬひ）作戦（前）       | 西田一夫          | 土屋啓之助 |
| 50   | 12月18日      | 不知火作戦（中）                   | 西田一夫          | 土屋啓之助 |
| 51   | 12月25日      | 不知火作戦（後）                   | 西田一夫          | 土屋啓之助 |
| 52   | 1965年 1月1日 | Mショット作戦（前）                | 西田一夫          | 土屋啓之助 |
| 53   | 1月8日        | Mショット作戦（後）                | 西田一夫          | 土屋啓之助 |
| 54   | 1月15日       | デッド音波作戦（前）               | 西田一夫          | 福原博     |
| 55   | 1月22日       | デッド音波作戦（後）               | 西田一夫          | 福原博     |
| 56   | 1月29日       | ゴールド・ガン作戦（前）           | 西田一夫          | 福原博     |
| 57   | 2月5日        | ゴールド・ガン作戦（後）           | 西田一夫          | 福原博     |
| 58   | 2月12日       | ホワイト・デビル（白魔）作戦（前） | 田村多津夫 山田健 | 山田健     |
| 59   | 2月19日       | ホワイト・デビル作戦（後）         | 田村多津夫 山田健 | 山田健     |

| 話数 | 放送日         | サブタイトル                              | 脚本     | 監督       |
| ---- | -------------- | ----------------------------------------- | -------- | ---------- |
| 60   | 1965年 2月26日 | ダウト・ダイヤ作戦（前）                  | 西田一夫 | 土屋啓之助 |
| 61   | 3月5日         | ダウト・ダイヤ作戦（後）                  | 西田一夫 | 土屋啓之助 |
| 62   | 3月12日        | ミリオン・キー（100万ドルの鍵）作戦（前） | 巻本公三 | 福原博     |
| 63   | 3月19日        | ミリオン・キー作戦（後）                  | 巻本公三 | 福原博     |
| 64   | 3月26日        | ロケットダッシュ作戦（前）                | 西田一夫 | 山田健     |
| 65   | 4月2日         | ロケットダッシュ作戦（後）                | 西田一夫 | 山田健     |
| 66   | 4月9日         | アース・クェイク作戦（前）                | 吉田喜昭 | 福原博     |
| 67   | 4月16日        | アース・クェイク作戦（後）                | 吉田喜昭 | 福原博     |
| 68   | 4月23日        | ゴールド・コイン（黄金の小判）作戦（前）  | 高久進   | 土屋啓之助 |
| 69   | 4月30日        | ゴールド・コイン作戦（後）                | 高久進   | 土屋啓之助 |
| 70   | 5月7日         | ロープ・アミーバ作戦（前）                | 西田一夫 | 山田健     |
| 71   | 5月14日        | ロープ・アミーバ作戦（後）                | 西田一夫 | 山田健     |
| 72   | 5月21日        | マカオ・ルート作戦（前）                  | 西田一夫 | 福原博     |
| 73   | 5月28日        | マカオ・ルート作戦（後）                  | 西田一夫 | 福原博     |
| 74   | 6月4日         | マイティ・ロボット作戦（前）              | 西田一夫 | 山田健     |
| 75   | 6月11日        | マイティ・ロボット作戦（後）              | 西田一夫 | 山田健     |
| 76   | 6月18日        | ブルー・サファイア作戦（前）              | 吉田喜昭 | 福原博     |
| 77   | 6月25日        | ブルー・サファイア作戦（後）              | 吉田喜昭 | 福原博     |
| 78   | 7月2日         | エア・ガン作戦（前）                      | 西田一夫 | 石川義寛   |
| 79   | 7月9日         | エア・ガン作戦（後）                      | 西田一夫 | 石川義寛   |
| 80   | 7月16日        | コマンドS作戦（前）                       | 吉田喜昭 | 山田健     |
| 81   | 7月23日        | コマンドS作戦（後）                       | 吉田喜昭 | 山田健     |
| 82   | 7月30日        | ブラックストン作戦（前）                  | 巻本公三 | 福原博     |
| 83   | 8月6日         | ブラックストン作戦（後）                  | 巻本公三 | 福原博     |
| 84   | 8月13日        | マジックドラゴン作戦（前）                | 西田一夫 | 石川義寛   |
| 85   | 8月20日        | マジックドラゴン作戦（後）                | 西田一夫 | 石川義寛   |
| 86   | 8月27日        | ダイヤモンド作戦（前）                    | 高久進   | 山田健     |
| 87   | 9月3日         | ダイヤモンド作戦（後）                    | 高久進   | 山田健     |
| 88   | 9月10日        | ハイド・スコープ作戦（前）                | 西田一夫 | 石川義寛   |
| 89   | 9月17日        | ハイド・スコープ作戦（後）                | 西田一夫 | 石川義寛   |
| 90   | 9月24日        | ブラック・ファイヤー（黒い火）作戦（前）  | 吉田喜昭 | 福原博     |
| 91   | 10月1日        | ブラック・ファイヤー作戦（後）            | 吉田喜昭 | 福原博     |
| 92   | 10月8日        | キッドナップ（誘拐）作戦（前）            | 西田一夫 | 福原博     |
| 93   | 10月15日       | キッドナップ作戦（後）                    | 西田一夫 | 福原博     |
| 94   | 10月22日       | ゴースト作戦（前）                        | 吉田喜昭 | 山田健     |
| 95   | 10月29日       | ゴースト作戦（後）                        | 吉田喜昭 | 山田健     |
| 96   | 11月5日        | ブラッド・プラン作戦（前）                | 吉田喜昭 | 石川義寛   |
| 97   | 11月12日       | ブラッド・プラン作戦（後）                | 吉田喜昭 | 石川義寛   |
| 98   | 11月19日       | M0号作戦（前）                            | 水木襄   | 山田健     |
| 99   | 11月26日       | M0号作戦（後）                            | 水木襄   | 山田健     |
| 100  | 12月3日        | シャドウ（影）作戦（前）                  | 西田一夫 | 福原博     |
| 101  | 12月10日       | シャドウ作戦（後）                        | 西田一夫 | 福原博     |
| 102  | 12月17日       | 大島ライン作戦（前）                      | 山浦弘靖 | 石川義寛   |
| 103  | 12月24日       | 大島ライン作戦（後）                      | 山浦弘靖 | 石川義寛   |
| 104  | 12月31日       | 特別指令 マキューラ潰滅作戦               | 吉田喜昭 | 石川義寛   |
| 105  | 1966年 1月6日  | まぼろし仮面作戦（前）                    | 吉田喜昭 | 土屋啓之助 |
| 106  | 1月13日        | まぼろし仮面作戦（後）                    | 吉田喜昭 | 土屋啓之助 |
| 107  | 1月20日        | リンカーン切手作戦（前）                  | 藤川桂介 | 山田健     |
| 108  | 1月27日        | リンカーン切手作戦（後）                  | 藤川桂介 | 山田健     |
| 109  | 2月3日         | ビー玉作戦（前）                          | 吉田喜昭 | 福原博     |
| 110  | 2月10日        | ビー玉作戦（後）                          | 吉田喜昭 | 福原博     |
| 111  | 2月17日        | マジック時計作戦（前）                    | 山浦弘靖 | 土屋啓之助 |
| 112  | 2月24日        | マジック時計作戦（後）                    | 山浦弘靖 | 土屋啓之助 |
| 113  | 3月3日         | 黄金狂作戦（前）                          | 吉田喜昭 | 山田健     |
| 114  | 3月10日        | 黄金狂作戦（後）                          | 吉田喜昭 | 山田健     |
| 115  | 3月17日        | 鏡の家作戦（前）                          | 藤川桂介 | 福原博     |
| 116  | 3月24日        | 鏡の家作戦（後）                          | 藤川桂介 | 福原博     |
| 117  | 3月31日        | まぼろし対決作戦                          | 吉田喜昭 | 土屋啓之助 |

### 新忍者部隊月光
| 話数 | 放送日        | サブタイトル         | 脚本     | 監督       |
| ---- | ------------- | -------------------- | -------- | ---------- |
| 118  | 1966年 7月3日 | ロケット大作戦       | 吉田喜昭 | 土屋啓之助 |
| 119  | 7月10日       | 第二の仮面作戦（前） | 吉田喜昭 | 土屋啓之助 |
| 120  | 7月17日       | 第二の仮面作戦（後） | 吉田喜昭 | 土屋啓之助 |
| 121  | 7月24日       | 動物村作戦（前）     | 山浦弘靖 | 山田健     |
| 122  | 8月7日        | 動物村作戦（後）     | 山浦弘靖 | 山田健     |
| 123  | 8月14日       | 3ドラム作戦（前）    | 吉田喜昭 | 福原博     |
| 124  | 8月21日       | 3ドラム作戦（後）    | 吉田喜昭 | 福原博     |
| 125  | 8月28日       | ミルク博士作戦（前） | 山浦弘靖 | 土屋啓之助 |
| 126  | 9月4日        | ミルク博士作戦（後） | 山浦弘靖 | 土屋啓之助 |
| 127  | 9月11日       | サイボーグ作戦（前） | 吉田喜昭 | 山田健     |
| 128  | 9月18日       | サイボーグ作戦（後） | 吉田喜昭 | 山田健     |
| 129  | 9月25日       | 新兵器作戦（前）     | 藤川桂介 | 福原博     |
| 130  | 10月2日       | 新兵器作戦（後）     | 藤川桂介 | 福原博     |

## 放送局
1964年7月の『朝日新聞』に掲載された田辺製薬の広告では24局ネットと明記している。
- フジテレビ（制作局）：金曜 19:00 - 19:30（第104話まで） → 木曜 19:00 - 19:30（第105話 - 第117話） →  日曜 18:00 - 18:30（第118話 - 第130話）
- 青森放送：金曜 19:00 - 19:30（第104話まで）[10]
- 秋田放送：金曜 19:00 - 19:30（第104話まで）[10]
- 山形放送：金曜 19:00 - 19:30（第104話まで）[10]
- 仙台放送：金曜 19:00 - 19:30（第104話まで）→ 木曜 19:00 - 19:30（第105話 - 第117話）[11]
- 福島テレビ：金曜 19:00 - 19:30（第22話で終了）[12]
- 北日本放送：金曜 19:00 - 19:30[13]
- 北陸放送：金曜 19:00 - 19:30[13]
- 福井放送：金曜 19:00 - 19:30[13]
- 中国放送：金曜 19:00 - 19:30[注 8]

## 映画版
テレビドラマ版の大ヒットに着目した東映により、劇場版が製作・配給された。1964年7月28日に同社の「まんが大行進」上映作品の1本として、それまで上映された『少年忍者風のフジ丸』に替わって公開された。モノクロ作品。テレビ版と同じレギュラーキャスト、脚本、監督、音楽を起用している。映画版での新メンバーとして月風、流月、月蝕の三人が登場する。コスチュームは本作品用に新調された。同時上映は『狼少年ケン』・『エイトマン』・『鉄人28号』（第1作）の計3本。

### スタッフ
- 製作：東映
- 企画：俊藤浩滋、原伸光
- 原作：吉田竜夫
- 脚本：高久進
- 撮影：栗原孝次郎
- 録音：岸勇
- 照明：銀屋謙蔵
- 美術：中村修一郎
- 編集：祖田冨美夫
- 助監督：田口勝彦
- 進行主任：伊藤源郎
- 現像：東映化学工業株式会社
- 音楽：渡辺宙明
- 監督：土屋啓之助

### キャスト
- 月光：水木襄
- 新月：浅沼創一
- 月輪：石川竜二
- 名月：山口暁
- 三日月：森槙子
- 半月：小島康則
- 月蝕：小川守
- 月風：若宮五郎
- 流月：波木井健二
- ベルドリック：ハロルド・S・コンウェイ
- ローゼンハイマー：ポール・シューマン
- 藤波博士：明石潮
- あけぼの機関長・南郷：中山昭二
- ブラック総督：エド・キーン
- 竜虎：関山耕司
- バラモン：八名信夫
- ジャッカル：片山滉
- シュナイダー：小林稔侍
- ブラック総督の声：寺島幹夫

## 備考
- 忍者部隊のヘルメットには、クノー工業の製品が使用されている[15]。
- プロップガンにはタイアップにより、モデルガンメーカーMGCの製品が使用されている[6][16]。
- 田辺製薬（現・田辺三菱製薬）の一社提供で放送。
- 水木襄の証言によれば、開業前の東名高速道路で撮影を行っている[17]。
- 香港の各作戦では、月光と銀月が富都大酒店（フォーチュナ・ホテル。香港からは撤退）に滞在している。空港も昔の国際空港の啓徳空港が出てくる。
- マキューラ篇において大阪・六甲山近辺を舞台にしたエピソードで、現地ロケが行われている。出演者の移動を兼ねて、開業間もない東海道新幹線車内で撮影が行われている[注 11]。またこのエピソードでの忍者部隊のコスチュームは、他のエピソードで使用されていない独特のものであった。
- 主演の水木襄は、第98話・第99話「M0号作戦」の脚本を執筆している。
- 月影の殉職について水木襄は、男女問題による降板であったことをほのめかす証言をしている[17]。
- 1970年代にキャストを一新したリメイクが企画されていたが、実現していない[18]。
- 本作品は『Phantom Agents』のタイトルでアメリカ、オーストラリアなどに輸出され人気を博した[19]。オーストラリアでは、1966年から1967年にかけて放映されていた[20]。また水木襄は、海外から取材団が来日した際に「目の前で消えてほしいと注文を受けて驚いた」と後年のインタビューで語っている[17]。
- 「忍者部隊のマーチ」は後に、広島東洋カープの正田耕三の応援歌として使用された。

## 他の作品への影響
円谷プロの特撮テレビドラマ『戦え! マイティジャック』には、本作品と同じ局プロデューサーの新藤善之が参加しており、新藤の人脈で山口暁、渚健二の出演が決まった。また、監督に土屋啓之助、福原博が参加しているなどの共通点も雑誌の特集で指摘されている。

## 映像ソフト化
- 1980年代にビデオソフトが1巻発売。第1・2・7・8話を収録。
- 1985年に東映ビデオより劇場版のビデオソフトが発売。
- 1993年に日本ソフトシステムからLDが発売。
- 2000年7月25日に発売げんごろう・販売セブンエイトよりVHSが発売された[23]。第1、2、129、130話を収録[23]。
- 2001年6月21日から9月21日にかけて日本コロムビアよりDVD-BOXが発売された[24]。全2巻[24]。
- 2004年（平成16年）9月29日に放送40周年を記念し、全130話の中から厳選された33話が収録。
- 2010年（平成22年）7月5日に初の完全版DVD-BOXをリリース。全3BOX。BOX1は、第1 - 51話を収録。